# 외스테르스 IF
외스테르스 IF(Östers IF)는 1930년 4월 20일에 창단된 스웨덴 벡셰의 축구 클럽으로, 현재 알스벤스칸에서 활동하고 있다.

## 성적
- 스웨덴 챔피언
  - 우승 4회 (1968, 1978, 1980, 1981)
- 알스벤스칸
  - 우승 4회 (1968, 1978, 1980, 1981)
  - 준우승 3회 (1973, 1975, 1992)
- 알스벤스칸 플레이오프
  - 준우승 1회 (1983)
- 스웨덴 컵
  - 우승 1회 (1977)
  - 준우승 4회 (1974, 1982, 1985, 1991)

## 선수 명단

### 현역
참고: FIFA 자격 규정에 따라 소속된 국가대표팀 국기를 표시합니다. 선수는 복수의 FIFA 비회원국 국적을 가지고 있을 수 있습니다.
| 번호 | 포지션 | 국적     | 이름          |
| ---- | ------ | -------- | ------------- |
| 3    | DF     | 가나     | 킹슬리 쟘피   |
| 15   | DF     | 세르비아 | 이반 크리차크 |

| 번호 | 포지션 | 국적 | 이름 |
| ---- | ------ | ---- | ---- |

## 역대 감독
| 감독                | 임기        |
| ------------------- | ----------- |
| 보 요한손           | 1979 ~ 1981 |
| 보 요한손           | 1986 ~ 1988 |
| 예브게니 쿠즈네초프 | 2002 ~ 2003 |
| 자일스 스틸         | 2007 ~ 2008 |
| 예브게니 쿠즈네초프 | 2008 ~ 2009 |